# دانيال كارتر (بواق)
دانيال كارتر (بالإنجليزية: Daniel Carter)‏ هو عازف جاز أمريكي، ولد في 1945 في Wilkinsburg, Pennsylvania ‏ في الولايات المتحدة.

## وصلات خارجية
- دانييل كارتر على موقع ميوزك برينز (الإنجليزية)
- دانييل كارتر على موقع أول ميوزيك (الإنجليزية)
- دانييل كارتر على موقع ديسكوغز (الإنجليزية)